# Let There Be Love (canção de Oasis)
"Let There Be Love" é uma canção da banda britânica Oasis, lançada como single do álbum Don't Believe the Truth, de 2005.

## Posição nas paradas musicais

### Semanais
| Parada (2005)                         | Melhor posição |
| ------------------------------------- | -------------- |
| Europa (Eurochart Hot 100)            | 5              |
| Alemanha (Offizielle Deutsche Charts) | 88             |
| Irlanda (IRMA)                        | 14             |
| Itália (FIMI)                         | 2              |
| Países Baixos (Single Top 100)        | 85             |
| Escócia (Scottish Singles Chart)      | 1              |
| Reino Unido (UK Singles Chart)        | 2              |

### Fim de Ano
| Parada (2005)     | Posição |
| ----------------- | ------- |
| Reino Unido (OCC) | 89      |